# Любитово (Кролевецкий район)
Любитово (укр. Любитове) — село,
Спасский сельский совет,
Кролевецкий район,
Сумская область,
Украина.
Код КОАТУУ — 5922685103. Население по переписи 2001 года составляло 288 человек.

## Географическое положение
Село Любитово находится на расстоянии в 2,5 км от правого берега реки Сейм,
выше по течению на расстоянии в 8 км расположено село Заболотово,
ниже по течению на расстоянии в 1,5 км расположено село Новое (Конотопский район).
Река в этом месте извилистая, образует лиманы, старицы и заболоченные озёра (озеро Любитово).

## Объекты социальной сферы
- Школа І ст.
- Клуб.
- УПЦ Пресвятой Троицы.

## Известные люди
- Кремень Василий Григорьевич — украинский учёный и политический деятель, президент АПН Украины, академик НАН Украины, народный депутат Украины, министра образования и науки Украины, родился в селе Любитово.